# Significância
Significância, no contexto da epistemologia é o elemento atribuído de algum tipo de valor. Este valor é dado, de acordo com o sujeito que observa ou faz uso de tal elemento. Usando de sua subjetividade. o sujeito "carrega" o elemento ou objeto de uma carga afetiva, dando-lhe um valor a partir do seu ponto de vista. Por exemplo, a foto de uma criança pode não ter muito valor para muitas pessoas, mas para os pais, ela tem muita significância.